# Moll hangsor
Moll-nak nevezzük a zenében a moll/dúr-rendszer minden olyan hangnemét és akkordját, amely az alaphanghoz képest egy kisterc (molltercnek is nevezik) lépést tartalmaz. 

A kiegészítő fogalom: dúr. A dúr jellemzője a nagyterc.

A moll és a dúr  a két fő diatonikus hangnem.

Általánosan elterjedt nézet, hogy a moll a dúrhoz képest szomorkás, drámai hangvételű, míg a dúr inkább erőteljes, vidám. Számos példa van azonban arra is, amikor egy zenedarab jellegét nem a hangnem dúrként vagy mollként való megválasztása határozza meg.
Hallható: c-moll hangsor
    
 
Hallható: C-dúr hangsor

## A moll skála levezetése a dúrból
- A dúr skálát annak 6. hangjától kezdjük lejátszani, majd átcsúszunk a következő oktávba. Így megkapjuk a dúr skála párhuzamos mollját. Ez az ún. természetes moll (vagy eol skála):

```
C
_d_ef_g_a_h
C
_d_ef_g_a_h
C
_d_ef_g_a_h
C
 (C-
dúr
)
         
A
_hc_d_ef_g_
A
_hc_d_ef_g_
A
    (a-
moll
)
```

- Egy másik levezetési mód: Moll skálát kapunk, ha egy dúr skála 3. 6. és 7. hangját egy félhanggal lejjebb visszük:

```
 
1
-2-34-5-6-7
1
-2-34-5-6-7
1
-2-34-5-6-7
1
 (dúr) →
jelölés

 
1
-23-4-56-7-
1
-23-4-56-7-
1
-23-4-56-7-
1
 (moll)
```

Viszont ez már nem a természetes A-moll, hanem C-moll.

## A moll skála három típusa
A moll legjellemzőbb vonása a leszállított 3. hang (kisterc) – ha ez teljesül, akkor már moll skáláról beszélünk.
A moll skála 3 típusát különböztetjük meg, attól függően, hogy mely hangok vannak leszállítva:

### Természetes moll (eol-skála)
A dúrhoz képes leszállított hangok: 3., 6., 7. (lá ti dó ré mi fá szó lá)
```
1
-2-34-5-6-7
1
-2-34-5-6-7
1
-2-34-5-6-7
1
 (dúr)   →
jelölés

1
-23-4-56-7-
1
-23-4-56-7-
1
-23-4-56-7-
1
 (természetes moll)
```

Hallható: természetes a-moll hangsor

### Összhangzatos (harmonikus) moll
A dúrhoz képes leszállított hangok: 3., 6. (lá ti dó ré mi fá szi lá)
```
1
-2-34-5-6-7
1
-2-34-5-6-7
1
-2-34-5-6-7
1
  (dúr)   

1
-23-4-56--7
1
-23-4-56--7
1
-23-4-56--7
1
  (összhangzatos moll)

1
-23-4-56-7-
1
-23-4-56-7-
1
-23-4-56-7-
1
  (természetes moll)
```

### Dallamos moll (melodikus)
Az egyetlen, a dúrhoz képest leszállított hang a harmadik.
(lá ti dó ré mi fi szi lá)
```
1
-2-34-5-6-7
1
-2-34-5-6-7
1
-2-34-5-6-7
1
  (dúr)   

1
-23-4-5-6-7
1
-23-4-5-6-7
1
-23-4-5-6-7
1
  (dallamos moll)

1
-23-4-56--7
1
-23-4-56--7
1
-23-4-56--7
1
  (összhangzatos moll)

1
-23-4-56-7-
1
-23-4-56-7-
1
-23-4-56-7-
1
  (természetes moll)
```

## Fordítás
- Ez a szócikk részben vagy egészben  a   Moll (Musik) című német Wikipédia-szócikk fordításán alapul.  Az eredeti cikk szerkesztőit annak laptörténete sorolja fel. Ez a jelzés csupán a megfogalmazás eredetét és a szerzői jogokat jelzi, nem szolgál a cikkben szereplő információk forrásmegjelöléseként.